# Magilre
Magilre är ett äventyr till rollspelet Drakar och Demoner publicerat av Äventyrsspel.